# Palazzo della Cavallerizza a Chiaia
Il Palazzo della Cavallerizza a Chiaia è un palazzo monumentale di Napoli, ubicato fra piazza Amendola e Largo Ferrandina nel quartiere Chiaia.
Fu edificato nel XVIII secolo in stile barocco sulla villa di García de Toledo, ed adibito a caserma per la cavalleria.  Il complesso fu quasi totalmente demolito negli anni trenta del XX secolo per far spazio a due strutture scolastiche: la scuola media Tito Livio con ingresso in Largo Ferrandina e del Liceo classico Umberto I con ingresso in piazza Amendola. 
Nella prima metà degli anni cinquanta del XX secolo fu utilizzato come civile abitazione.
L'edificio è caratterizzato da due prospetti: quello principale, in piazza Amendola, è molto semplice ed è scandito verticalmente da setti murati sporgenti; l'altra facciata, in largo Ferrandina, fronteggia il settecentesco Palazzo Caracciolo di Torella ed è caratterizzata da due corpi laterali sporgenti, che incorniciano un corpo rientrante con un'esedra sorretta da colonne.
Il prospetto si eleva su due piani - più un piano ammezzato - ed è scandito da paraste tuscaniche al primo registro e da un ordine gigante di paraste ioniche al secondo. Sull'esedra si eleva un'altana con un piccolo fastigio.